# Териипия, Тарита
Тари́та Тери́ипия (фр. Tarita Teriipaia; 29 декабря 1941, Бора-Бора, Французская Полинезия, Франция) — французская актриса

 и мемуарист. Номинантка на премию «Золотой глобус» (1963) в номинации «Лучшая женская роль второго плана» за свою единственную роль Маимити в фильме «Мятеж на „Баунти“» (1962). Супруга актёра Марлона Брандо.

## Биография и карьера
Тарита Териипия родилась 29 декабря 1941 года в бамбуковой хижине в 6 километрах от деревни Вайтапе на Бора-Боре (заморское сообщество Французская Полинезия, Франция) в семье рыбака Терричиры Териипии. Тарита имеет китайские корни. У неё есть пять братьев и одна сестра. Училась в школе до 12-ти лет.
Тарита работала посудомойкой на курорте недалеко от Папеэте, Таити, когда её обнаружили и предложили контракт с Metro-Goldwyn-Mayer. Териипия сыграла роль Маимити в фильме «Мятеж на „Баунти“» (1962), за которую она была номинирована на премию «Золотой глобус» (1963) в номинации «Лучшая женская роль второго плана». На съёмках фильма она познакомилась с актёром Марлоном Брандо, за которого вышла замуж 10 августа 1962 года,. Несмотря на то, что у неё был подписан контракт с «MGM», Брандо позаботился о том, чтобы после «Мятежа на „Баунти“» она больше не получила ролей. 30 мая 1963 года у супругов родился сын — Саймон Тейхоту Брандо, ставший отельером, а 20 февраля 1970 года — дочь Шейен Брандо (покончила с собой 16 апреля 1995 года, повесившись), ставшая моделью.
В 2004 году, через несколько месяцев после смерти М. Брандо, Тарита опубликовала свои мемуары под названием «Марлон, моя любовь и моё мучение». Один из их внуков, Туки Брандо, стал моделью. По состоянию на 2015 год, она остаётся единственной из ныне живущих жён М. Брандо после смерти Мовиты Кастанеды и Анны Кашфи 12 февраля и 16 августа 2015 года, соответственно.

### на французском языке
- Teriipaia, Tarita. Marlon, mon amour, ma déchirure. XO édition, 2005, 298 pages. ISBN 978-2-8456-3217-2

### на английском языке
- Manso, Peter (1994). Brando: The Biography. Hyperion, 1118 pages. ISBN 978-0-7868-6063-0
- Mizruchi, Susan L. (2014). Brando's Smile: His Life, Thought and Work. New York: W. W. Norton & Company, 512 pages, ill. ISBN 978-0-3933-5120-0
- Tanitch, Robert (2004). Brando.  New York: Barnes & Noble Books, 200 pages. ISBN 978-0-7607-6909-6
- Judge, Bernard (2011). Waltzing With Brando: Planning a Paradise in Tahiti. New York: ORO Editions, 289 pages. ISBN 978-0-9826-2264-3